# Говежда
Говѐжда е село в Северозападна България. То се намира в община Георги Дамяново, област Монтана, на 15 км южно от общинския център Георги Дамяново и на 31 км югозападно от областния град Монтана. 

## География
Планинското село Говежда се намира в долина на горното течение на река Огоста. Разположено е от двете страни на реката, като двете части са свързани с 2 бетонни и 2 въжени моста (след голямото наводнение през 2014 г. и разрушаване на двата въжени моста, на следващата година единия, който е над центъра на селото, е възстановен).

## История

### Крепост „Черното градище“
Преди много години в този планински район е имало многобройни стада овце, които са се разхождали свободно край реката. Легендата разказва, че в района стар овчар пасял стадото си. Един ден кучетата му започнали да лаят, което означавало, че наблизо имало опасност или приближаващи хора. Това били чужденци, римски разузнавачи. Те се спрели при стареца и се представили като кралски римски пратеници, които обикалят разрастващата се империя. Един от тях се загледал в кожената овчарска торба, от която се показвала блестяща пръчка. Попитал откъде е и овчарят отговорил, че я е намерил в близката река. Те го изгледали с удивление, тъй като пръчката била от чисто самородни злато. Пастирът казал, че е намирал и много други по-малки парчета злато около реката. Кралските пратеници побързали да се приберат и да съобщят, че в тази област имало златоносна река, като взели със себе си и златната пръчка. Не след дълго пристигнали и войници. За работниците били впрегнати местните тракийски мъже и жени от племето Трибали. Превърнати в роби, те били принудени да работят разделени. Било разпоредено, че само в един ден от годината всички мъже и жени имали право да не работят и да се срещнат. Този ден се наричал "Свидня". Обичаят  продължава да се празнува и до днес от местните жители в местността Попов мост.
Поробените трибали пресявали пясъка и събирали златни зърна, други като мравки прехвърляли камъните към върха на купчини, залитали и падали под режещите камшици. Купчините растели бързо. Легендата разказва, че римляните довели една сляпа баба да люлее деветдесет и девет детски люлки, докато жените работели. Тя люлеела всички люлки и нареждала с думите „Бог не е глупав, Царят не е праведен. Ах, да можехме да се отървем от това бреме...“
Случило се дори самият император да посети тези земи, това бил император Октавиан Август. Той не бил доволен от това, което видял и наредил всички жени да бъдат освободени. За благодарност нарекли реката на неговото име – Августа (Огоста).
Купищата камъни и до ден днешен се простират от месността Попов мост и продължават 15 км след нея. Това е един своеобразен паметник на човешката мъка.
Учени са установили, че коритото на реката е измествано няколко пъти, което обяснява защо купищата са разположени успоредно в няколко реда. Дължината им е 40-50 метра, широки са 1-2 метра и високи 4-5 метра. Милиони кубични метри камъни били премествани, милиони тонове пясък били пресявани, като се предполага, че около 40 тона злато били добити за период от около 300 години.
По това време с робски труд са разработвани и златните мини в района на с. Копиловци, което се намира в близост. С чук и длета те разбивали камъните, спускали се в недрата на земята и след това пренасяли рудите с торби. Те натрошавали камъните на пясък, след което ги вкарвали в каменни корита в езеро, наречено "Плаварско".
Добитото злато след това било транспортирано до древната крепост, позната днес като "Черно градище", където било строго охранявано. Останките от "Черно градище" се намират на 2,08 км югоизточно от центъра на с. Говежда. Това е антична тракийска и по-късно римска крепост, изградена на високо възвишение с много стръмни склонове, преобладаващи над района, с много добра видимост във всички посоки и визуална връзка с другите околни крепости.
Изумително е как едно такова малко селище в днешна Северозападна България в древността е изхранвало в продължение на стотици години Великата Римска империя със своите златни залежи.

### Османско владичество
В съкратен регистър на Пиротския кадилък от 1530 г. Говежда е отбелязано като село в каза Шехир кьой, с 53 домакинства, 11 неженени и 2 вдовици.

## Обществени институции
- Детска градина (затворена), основно училище „Христо Смирненски“ до 8 клас (затворено)
- Читалището „Пробуда 1927 г.“ със своя самодеен колектив изнася програми на празниците за забавление на жителите.

## Забележителности
- „Храм Св. Възнесение Господне“
- Тракийска крепост „Черно Градище“
- Тракийски „Рупи“ (златни мини)
- Горен и долен „Сини вир“

- Кметството на село Говежда
- Училището на село Говежда
- Читалището на село Говежда
- Главния път в центъра на село Говежда
- Градинката в центъра на село Говежда
- Храм Св. Възнесение Господне

## Редовни събития
- Първата неделя на юни се провежда съборът на селото
- Традиционен фолклорен събор „Свидня“ се провежда ежегодно в местността „Попов мост“. Стимулира интересът към културно-историческото и фолклорно наследство на региона.